# Parafia św. Jana Pawła II w Biłgoraju
Parafia świętego Jana Pawła II w Biłgoraju – parafia rzymskokatolicka z siedzibą w Biłgoraju, podporządkowana dekanatowi Biłgoraj - Północ w diecezji zamojsko-lubaczowskiej.
Parafia została erygowana 20 sierpnia 2014 i jest najmłodszą w mieście. Obejmuje obszar, który wcześniej znajdował się pod jurysdykcją parafii pw. Trójcy Świętej Wniebowzięcia NMP. Teren ten to kilkadziesiąt ulic we wschodniej części miasta, w granicach osiedli Ogrody, Piaski i Sitarska - Kępy. Parafię zamieszkuje ok. 6 tys. osób, w tym ok. 5,4 tys. katolików.
Siedzibą parafii jest kościół św. Jana Pawła II w Biłgoraju.
Duszpasterstwo w parafii w 2019 pełni czterech kapłanów: proboszcz, dwóch wikariuszy i jeden rezydent. W parafii działa też zgromadzenie Sióstr Honoratek. Odpust parafialny ma miejsce 22 października, w dniu wspomnienia św. Jana Pawła II. 